# Bring on the Lucie (Freda Peeple)
"Bring on the Lucie (Freda Peeple)" är en protestsång skriven och framförd 1973 av John Lennon från hans album Mind Games. Låten handlar om dödandet i vietnamkriget och att folket ska befrias från makthungriga politiker.